# Donau-Adria-Bahn
Donau-Adria-Bahn ist ein historischer Begriff für ein Streckennetz einiger realisierter und einiger damals geplanter Eisenbahnstrecken, die unter anderem im Gebiet Serbiens und Albaniens sowie des späteren Jugoslawien verliefen oder verlaufen sollten. Die Donau-Adria-Bahn war ein verkehrspolitisches Projekt, das aus den geopolitischen Rivalitäten auf der Balkanhalbinsel vor Ausbruch des Ersten Weltkrieges entstand. Nach dem Ersten Weltkrieg wurde in der stark veränderten Trassierung in der Bahnstrecke Belgrad–Bar die ursprüngliche Planung nicht mehr realisiert.

## Geschichtlicher Überblick

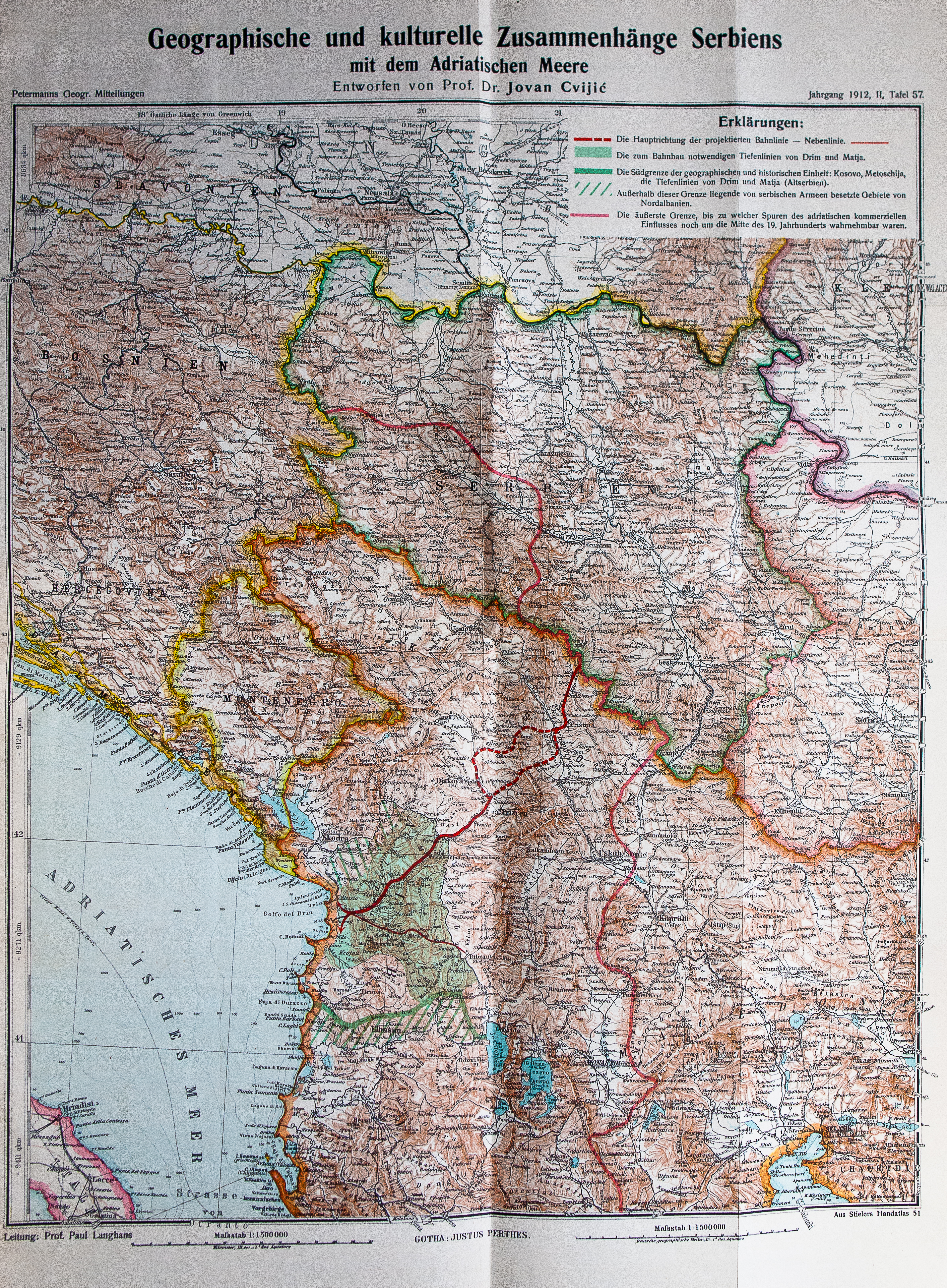
1912 erschien eine von Jovan Cvijic vorgestellte Trassierungsvariante der Donau-Adria-Bahn, die durch die Ergebnisse des Ersten Balkankrieges den Adriaanschluss Serbiens von Meradare über Kosovo Polje zum Drin-Golf an der albanischen Küste vorsah.

Österreich hatte Anfang 1908 vom Osmanischen Reich die Erlaubnis erhalten, im Sandschak Vorstudien für den Bahnbau der Sandschakbahn zu unternehmen. Dieser Coup galt als sensationell und führte ohne Verzögerung zu Gegenmaßnahmen in den mit Österreich-Ungarn konkurrierenden europäischen Hauptstädten, wo auf diplomatischen Wegen ebenfalls bei der Hohen Pforte um Eisenbahnkonzessionen auf osmanischen Gebiet angefragt wurde. Als Kompensation für die Konzession an Österreich verlangte Serbien eine formale Zusage des Osmanischen Reiches, parallele Studien für die Passage einer Donau-Adria-Bahn auf osmanischem Gebiet zuzulassen. Mit Ausnahme von Großbritannien schlossen sich alle anderen europäischen Großmächte hinter dem Anliegen Serbiens zusammen. Der Österreichische Coup führte andererseits auch im panslawischen Journalismus zu einer explosiven Stimmung, die den russischen Außenminister Alexander Iswolski trotz seiner Zweifel an der Wirtschaftlichkeit der Donau-Adria-Bahn zwang, sich mit aller Kraft hinter Serbien zu stellen. Iswolski erwartete von der Hohen Pforte eine unmissverständliche Zustimmung zum serbischen Plan; er versandte an die Außenämter Großbritanniens, Österreichs und Deutschland Zirkularnotizen, um Druck auf das Osmanische Reich auszuüben. Das Britische Kabinett billigte die Idee der Donau-Adria-Bahn und wollte diese simultan zur Sandschakbahn verwirklicht sehen, vermied jedoch eine offizielle Unterstützung serbischer Wünsche. Russland bat das Deutsche Reich im Konstantinopel ebenfalls dem Plan zuzustimmen; nach kurzem Zögern der Wilhelmstraße versprach Kaiser Wilhelm II. durch direkte Intervention bei der österreichischen und osmanischen Regierung, dass diese dem Plan zustimmen sollten. Das russische Außenministerium pries diese deutsche Unterstützung als genereuse Demarche an seine Verbündeten. Österreich hatte damit alle Einwände zurückgenommen, der österreichische Außenminister Lexa Aehrenthal nannte den Plan der Donau-Adria-Bahn jedoch eine plumpe Falle. Conrad von Hötzendorf, Stabschef der Armee, war ein vehementer Gegner der Bahnpläne Serbiens und glaubte, dass diese letztlich Italien am meisten nutzten, das eigene Aspirationen an der Ostküste der Adria hegte. Zwar galt die politische Zustimmung Österreichs zur Donau-Adria-Bahn, Aehrenthal vermied jedoch, diese öffentlich zu machen. Er wollte vielmehr Serbien den Zugang über die Bosnische Schmalspurbahn anbieten, die Serbien jedoch keine langfristige Perspektive bot, da deren Nutzung letztendlich vom Willen Österreichs abhing.
Am aktivsten hinter den Plänen Serbiens stand Italien, das sich für die Finanzierung der Hafenanlagen anbot, während Frankreich die Strecke finanzieren würde. Im Juni 1908 wurden dafür die Verträge in Paris unterzeichnet; britisches, russisches und serbisches Kapital sollten sich beim Bau ebenso beteiligen. Das Russisch-Serbische Adriabahn-Projekt hatte dadurch die Rückendeckung von Italien und Frankreich erhalten, dem sich zwar widerspenstig auch England zustellte. Da diese Donau-Adria-Bahn das österreichisch-ungarische Projekt der Sandschakbahn in einem 90°-Winkel kreuzte, folgten bei jeder weiteren politischen Veränderung auf der unruhigen Halbinsel weitere und oft unvorhergesehene Implikationen.
1908 wurde für die Donau-Adria-Bahn in Paris ein Unternehmen gegründet und ein Hafen an der albanischen Küste ausersehen. In dieser Phase transferierte Serbien sein Gesuch der Donau-Adria-Konzession an das französisch kontrollierte Syndikat, das die Bahnstrecke zwischen Thessaloniki und Konstantinopel betrieb. Als Aehrenthal die Annexion Bosniens und der Herzegowina im Herbst 1908 verkündete, verlangte Serbien als Kompensation vom osmanischen Reich einen kleinen Landstreifen als Adriazugang sowie das Recht, dorthin eine Eisenbahn zu bauen. Italien stellte sich hinter dieses Gesuch, aber letztlich musste Serbien die neuen Tatsachen in Bosnien akzeptieren, ohne die Donau-Adria-Bahn einen Millimeter weiter gebracht zu haben. 1909 erlaubte die Türkei vorläufige Untersuchungen für den Bau der Donau-Adria-Bahn, die aber nie vom Fleck kamen. Zwar ließen die serbischen Aspirationen danach auch nicht nach, wie auch die französische wie italienische Unterstützung beständig blieb, jedoch kühlte die deutsche Einstellung merklich ab.
Eine neue Phase und ein veränderter Kontext trat mit den Balkankriegen 1912–1913 ein. Serbien trat in den Krieg gegen das Osmanische Reich vor allem ein, um seine Isolation mit der Adriafrage lösen zu können. Neben der souveränen Kontrolle über „Alt-Serbien“ wurden die Territorien, die auf dem Weg der Donau-Adria-Bahn lagen, nacheinander erobert. Nikola Pašić verlangte einen Küstenstreifen von 35 Meilen an der Adriaküste mit dem albanischen Hinterland. Dafür erhielt er jedoch keine Unterstützung aus Russland, das einen größeren Konflikt mit der k.u.k. Monarchie fürchtete. Zwar sicherte Pašić zu, dass im Hafen kein maritimer Stützpunkt entstehen würde; der Verdacht, dass hinter diesen Plänen dennoch Russland stünde, war damit jedoch weder in Österreich, Italien oder Großbritannien ausgeräumt. Österreich hatte aber auch aus einem anderen wichtigeren Grund kein Interesse an einem Adriazugang Serbiens: So fürchtete es, dass dieses ökonomisch erstarken und dadurch keine Diktate der Donaumonarchie beachten sowie im politischen Ziel eines Großserbiens auf Kosten Österreich-Ungarns nachstreben würde.
Nachdem sich die serbische Armee im Ersten Balkankrieg gegen die Osmanische Armee bei Kumanovo, Prilep und Bitola (Monastir) durchsetzen konnte, bekamen zwei Armeen den Auftrag, über Albanien an das adriatische Meer vorzustoßen. Die Erste Armee rückte über Prizren und Djakovica ins Drimgebiet und die Miridita auf der Via di Zenta vor, die stärkere Zweite Armee auf der Via Egnatia von Ohrid über Elbassan nach Durres. Das Auftauchen der serbischen Armeen versetzte mehr als alle anderen Ergebnisse der Balkankriege die Rivalen um die Beherrschung des ostadriatischen Küste in Aufruhr. Am 12. November 1912 stand die Kavallerie an der Küste bei Alessio, was Serbien in direkten Konflikt mit den Interessen der europäischen Mächte des Adriatisch-Mediterranen Raumes brachte. Daraus entwickelte sich der weitere Gegensatz zwischen den kontinentalen mitteleuropäischen Mächten um die Kontrolle der Ostadria gegenüber denen der maritimen westeuropäischen Mächte zusammen mit Russland, die deren Vordringen an der Ostadria zu verhindern trachteten.
Mit dem Auftauchen serbischer Armeen am Mittelmeer wurden die Möglichkeiten der Eisenbahntrasse auf der Relation Prahovo-Zaječar-Niš-Priština-Bar (über Durres) in den folgenden politischen Verhandlungen aktualisiert. Über die natürlichen Durchbrüche von Timok, Nišava, Toplica und Drim wollte man die schwierigsten Bergstrecken nunmehr endgültig an topographisch günstig verlaufenden Wegmarken umgehen und die Bahn über das albanische Küstenland ans Meer führen. Die Belgrad-Bar-Trasse, wie sie später über den Lim in Westserbien und die Morača in Montenegro gebaut wurde, galt in der Form damals als nicht ausführbar, da sie dabei zahlreiche schwer gangbare Quertäler und Pässe queren musste. Daher empfahl Jovan Cvijić, nachdem die Ergebnisse des Ersten Balkankrieges vorerst zu Gunsten Serbiens ausgefallen waren, eine andere Trassierung als die heutige:

„Für eine serbisch-adriatisch Bahnverbindung kommt nur die Tiefenlinie von Drim und Matja in Betracht. Selbst wenn man die Bahn aus Serbien nur nach dem montenegrinischen Hafen Antivari [Bar] führen möchte, muß man sie durch die Tiefenlinie von Drim und Mtja leiten. Ein anderer weiter im Norden gelegener Schienenstrang müsste dinarische Gebirgsketten von über 2000 m Höhe überschreiten. Kaum ausführbar, würde er jedenfalls keine wirtschaftliche, sondern nur eine Touristenbahn darstellen.“

Österreich-Ungarn vereinnahmte im Ergebnis nun Albanien, um einen Adriazugang Serbiens zu verhindern. Serbien wurde ein Ultimatum erteilt, dass jegliche territorialen Ansprüche an der albanischen Küste einen Kriegsgrund darstellten. Conrad von Hötzendorf übernahm genau diese Position in der sich gefährlich zuspitzenden Kontroverse; maximal würde Österreich Serbien einen Korridor über Albanien zugestehen, falls dieses nicht die von Conrad von Hötzendorf favorisierte bosnische Route akzeptierte. Der Fall wurde zu einer Frage des Prestiges der Donaumonarchie; ein territoriales Zugeständnis an Serbien stand für die Monarchie außer Frage. Russland unterstützte zwar eine Zeitlang die serbischen Wünsche, doch in Gefahr, einen Konflikt mit Österreich-Ungarn und Deutschland zu riskieren, schwenkte Sergei Dmitrijewitsch Sasonow auf den Vorschlag Österreich-Ungarns ein, dass Serbien einen international garantierten Hafen an der albanischen Küste für sich wirtschaftlich nutzen könnte und diesem hierzu ein Eisenbahnkorridor über Albanien zustand. Die russisch panslawische Presse ließ danach an Sasonow kein gutes Haar übrig. Dabei hatte Frankreich den serbischen Wünschen stärker zugesprochen, und selbst Deutschland hielt die Frage um die albanische Küste für zu irrelevant, um einen Krieg zu führen. Wilhelm II. erklärte, dass Deutschland „unter keinen Umständen der albanischen Sache oder Durres’ willens einen Krieg mit Frankreich oder Russland führen werde“. In der Situation, in der die Frage der albanischen Häfen auch noch Italien tangierte, das der Meinung Österreichs stärker zuneigte, wenn auch aus anderen Gründen, versuchte Großbritannien die Rolle eines ehrlichen Maklers einzunehmen. In der Situation berief Edward Grey eine Botschafterkonferenz nach London ein. Diese sah die Ansprüche Serbiens auf einen Adria-Bahnanschluss als legitim an; der Hafen sollte den wirtschaftlichen Bedürfnissen des Landes, jedoch keinen militärischen Zwecken dienen. Auf der ersten Sitzung der Konferenz am 17. Dezember 1912 wurde der durch den Russischen Repräsentanten Alexander Konstantinowitsch Benckendorff dargelegte allgemeine Plan der Donau-Adria-Bahn angenommen:

„L’acces commercial sera réserve à la Serbie par un port albanais libre et neutre dsservi par un chemin de fer internationale sous le controle eruopéen et mis sous la garde d’une force spécial internatinale avec liberté de transit pour toutes les marchandises y compris les munitions de guerre“

Österreich insistierte insbesondere darauf, dass ein zukünftiger serbischer Hafen in Albanien nur in Friedenszeiten militärisch nutzbar sein dürfte, was der alleinige Streitpunkt war. Einem russischen Einwand schlossen sich alle anderen Botschafter der Konferenz an; der Hafen wurde ohne Einschränkung für die Einfuhr von Kriegsmaterial bestimmt. Ein formales Protokoll hierzu wurde am 1. Juli 1913 in London ratifiziert.
Dennoch erlahmte Serbiens weiteres Interesse an der wirtschaftlichen Nutzung eines albanischen Freihafens mit einem international überwachten Bahnanschluss. Den Hafenanlagen Thessalonikis wurde größere Bedeutung beigemessen, und auch Österreich versuchte Serbien die Anbindung über Bosnien wieder schmackhaft zu machen. Als weiterhin versucht wurde, die Konzessionen Serbiens, die es in London erhalten hatte, aufzuheben, stellte man der Weltöffentlichkeit eine Trasse in der „Times“ vom 24. März 1914 vor.
Die ersten Segmente der Donau-Adria-Bahn innerhalb der Grenzen Serbiens wurden noch 1914 vollendet, eine weitere Sektion noch im Januar 1915 dem Verkehr übergeben, nichts davon wurde jedoch jemals in Albanien gebaut. Letztlich ließ der Erste Weltkrieg die Adriafrage zum Alles-oder-Nichts-Fall werden. Nachdem sich Serbien in der Deklaration von Niš für die Lösung der Südslawischen Frage durch Gründung Jugoslawiens entschieden hatte, wurde die Adriafrage zum zentralen Punkt im jugoslawischen Projekt, für das es keine Partiallösungen mehr geben würde, da der projektierte Staat die gesamte adriatische Küstenregion bis Istrien beanspruchte. Nach dem Ersten Weltkrieg bekam Serbien als Bestandteil des neuen Jugoslawiens fast die gesamte ostadriatische Küste, an der einige hervorragende Häfen lagen. Die vor 1914 projektierten Eisenbahnen bekamen dadurch andere Verläufe, in denen ökonomische Kalkulation über die politischen Träume dominierten.
In der Idee der Transbalkaneisenbahn überwogen in den Worten von Arthur J. May „in den Köpfen der Entscheidungsträger in Belgrad in jeden Fall bis vor 1914 strategische und politische Ziele mit dem Wunsch Punkte im Großen Spiel zu schlagen, dessen Ziel die Vereinigung der Südslawen auf Kosten des Osmanischen und Habsburger Reiche war“.

## Stand um 1912

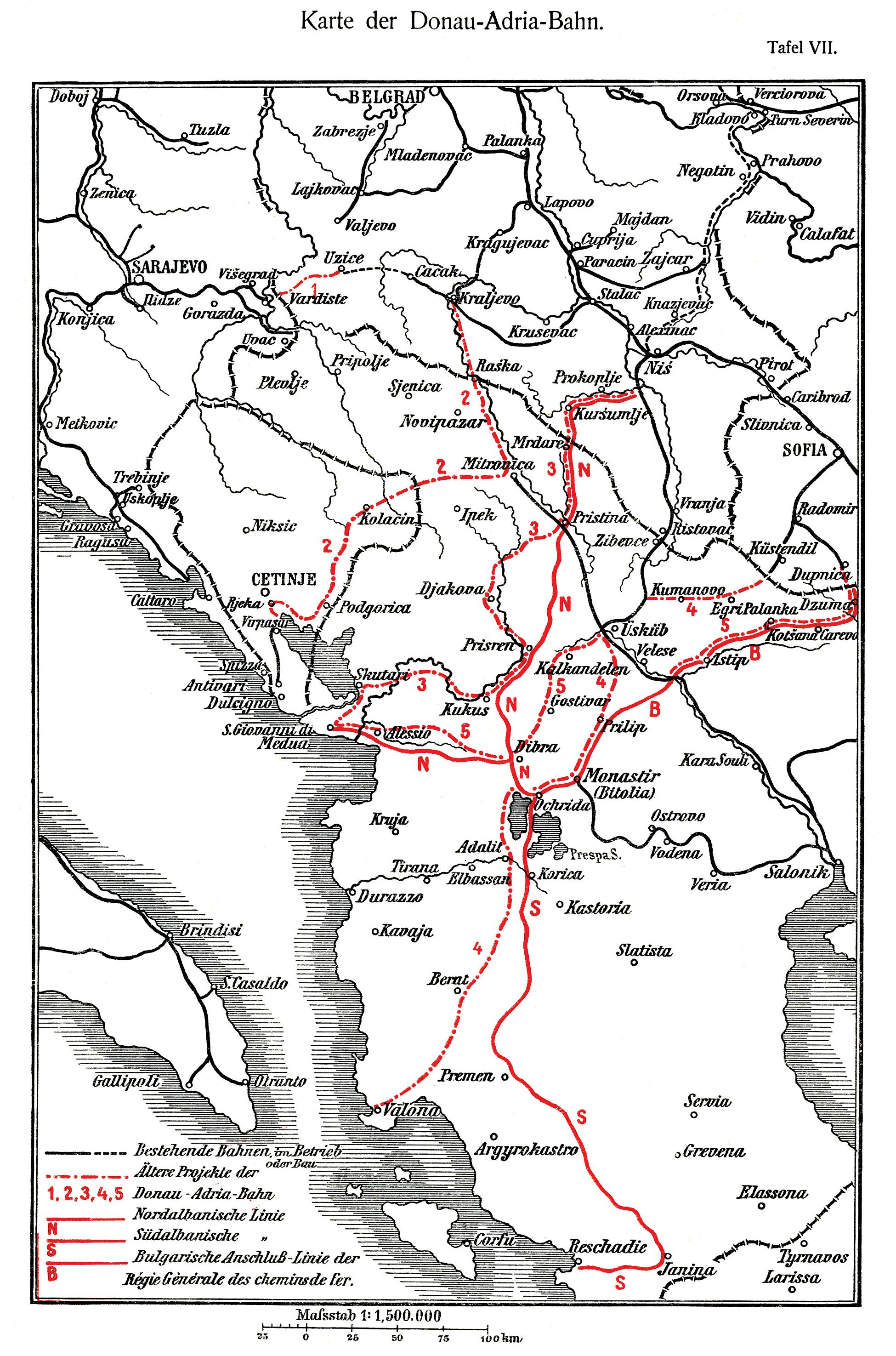
Donau-Adria-Bahn

Heinrich von Wittek (1844–1930) war Eisenbahnexperte und u. a. vom 20. November 1897 bis 1. Mai 1905 während mehrerer Regierungen österreichischer Eisenbahnminister. Die von Freiherr von Röll (1852–1922) herausgegebene 10-bändige Enzyklopädie des Eisenbahnwesens (1912–1923) (3. Band 1912) enthält einen Artikel „Donau-Adria-Bahn“.

„Donau-Adria-Bahn (vgl. Karte Taf. VII). Unter diesem Namen werden verschiedene, zumeist noch im Stande der Projektierung und Vorverhandlung befindliche Bahnlinien zusammengefasst, die den Zweck verfolgen, den südlich der Donau gelegenen Binnengebieten der Balkanhalbinsel, insbesondere Serbien und Bulgarien, aber auch den an diese grenzenden Provinzen des Ottomanischen Reiches einen möglichst direkten Schienenweg nach der Ostküste des Adriatischen Meeres zu eröffnen. Eine einzige dieser Bahnlinien – die österreichisch-serbische durch Bosnien und die Hercegovina – ist in ihrem Hauptteile, der in die neuen Grenzen der österreichisch-ungarischen Monarchie fällt, bereits ausgebaut und dem Betrieb übergeben. Die übrigen Linien sind bis auf eine kurze Rumpfstrecke in Montenegro nicht über das Projektstadium hinausgekommen. Diesen allen gemeinsam ist die geringe Aussicht auf baldige Verwirklichung, der eine Reihe der ernstesten Schwierigkeiten entgegensteht: hohe, der Küste entlang streichende und daher die Einhaltung des Richtungszuges hindernde, unwegsame, von unruhigen und kriegerischen Volksstämmen bewohnte Gebirge, mangelnde Sicherheit, fehlende Hilfsquellen, kulturelle und wirtschaftliche Rückständigkeit des durchzogenen Gebiets, Kostspieligkeit des Baues und Betriebs, Rivalität und widerstreitende Interessen der beteiligten Staaten.
In der Verkehrsrichtung aus dem Innern der Balkanhalbinsel zur Adria besteht – wie bereits erwähnt – soweit die Binnengebiete Bosniens und bis nun auch der südwestliche Grenzsaum Serbiens in Betracht kommen, schon eine von der österreichisch-ungarischen Monarchie geschaffene, in vollem Betrieb befindliche Bahnverbindung: die mit der Schmalspur von 76 cm auf zumeist normalspurigem Unterbau ausgeführte bosnische Ostbahn von der serbischen Grenze bei Vardište über Višegrad und Ustipraća-Gorazda nach Sarajevo (140 km), die in der gleichspurigen bosnisch-hercegovinischen Landesbahn Sarajevo-Mostar-Gabela-Metković (188 km) und Gabela-Hum-Uskoplje (96 km) sowie in der anschließenden Schmalspurstrecke Uskoplje-Gravosa (24 km) der Dalmatiner Staatsbahnen eine nach den beiden genannten dalmatinischen Häfen ausmündende Fortsetzung zur Adria besitzt. Die Bahnlänge von der serbischen Grenze bei Vardište bis Metković beträgt 328 km, bis Gravosa 444 km. Es bedarf nur der keinen Geländeschwierigkeiten begegnenden Ausfüllung der mit etwa 40 km Bahnlänge anzunehmenden Lücke des serbischen Bahnnetzes zwischen Vardište und Užice, dem vorläufigen Endpunkte der im Bau befindlichen 45 km langen Fortsetzung der bis Čačak bereits im Betrieb stehenden, mit der Spurweite von 76 cm angelegten Bahnlinie Stalatz-Kruševatz-Kraljevo-Čačak (107 km), um den Anschluss an die normalspurige Hauptlinie Belgrad-Nisch bei Stalatz zu erreichen. Schon damit wäre eine direkte Bahnverbindung des Zentrums von Serbien, der wald- und viehreichen Šumadja, mit den adriatischen Häfen Dalmatiens hergestellt. Eine weitere Verbesserung würde durch die Ausführung der geplanten Fortsetzung der bei Lapovo von der Hauptlinie Belgrad-Nisch abzweigenden Flügelbahn nach Kragujevatz (29 km) bis Kraljevo (50 km) zu erreichen sein. Die Bahnlänge von Kraljevo würde sich nach Ausfüllung der Bahnlücke, die derzeit noch zwischen Vardište und Užice, bzw. Čačak, besteht, bis Metković auf rund 450 km, bis Gravosa auf etwa 565 km beziffern. Die in Rede stehende Bahnlinie ist als die österreichisch-serbische D. (1 in der Karte) zu bezeichnen.
Von den weiteren im Laufe der letzten Jahre vorgeschlagenen und zum Gegenstande technischer Vorarbeiten gemachten Bahnlinien sind vorerst zwei solche anzuführen, die teils wegen ihres technisch mangelhaften Entwurfes, teils wegen der ihnen entgegenstehenden politisch-militärischen Interessen der Türkei, ohne deren Mitwirkung sie nicht ausführbar waren, eigentlich aus dem Kreise der in Erwägung zu ziehenden Pläne hätten ausscheiden müssen. Es sind dies erstlich[392] das montenegrinische Bahnprojekt (2), das im Anschluss an die von einer italienischen Gesellschaft erbaute und in Betrieb gesetzte Schmalspurbahn von 75 cm Weite Antivari-Virpazar (18 km) mit außergewöhnlichen Krümmungen und Steigungen die Verbindung des genannten montenegrinischen Seehafens über Rijeka am Nordufer des Skutarisees durch die Ebene von Podgorica, dann im Moraca- oder Taratale aufwärts steigend und nach Übersetzung mehrerer Wasserscheiden den Sandschak Novipazar westöstlich im obersten Lim- und Ibartale durchziehend den Anschluss an die orientalischen Bahnen in Mitrovica anstrebt, von wo die Fortsetzung nach Serbien im Ibartale über Raška-Kraljevo stattfinden sollte. Die Länge dieser Bahnlinie, für die bisher kein Detailprojekt zu stände zu bringen war, kann von Virpazar bis Mitrovica auf etwa 250 km, von dort bis Raška (serbische Grenze) auf etwa 50 km und weiter bis Kraljevo auf etwa 60 km geschätzt werden, so dass sich die Gesamtentfernung Antivari-Kraljevo mit ungefähr 380 km annehmen lässt. Sehr zutreffend wird in einer in der »Österr. Rundschau« vom 15. März 1911 veröffentlichten, von hervorragender fachmännischer Seite stammenden Abhandlung über die Donau-Adria-Bahn die völlige Aussichtslosigkeit des montenegrinischen Bahnprojektes mit dem Hinweis auf das fast unbewohnte Karstgebiet der zur Sandschakgrenze ansteigenden Steilrampe und auf den überaus misslichen mehrmaligen Wechsel der Spurweite dargetan – Serbien hat für seine neuen Bahnlinien, so auch Kraljevo-Stalatz, die bosnische Spur von 76 cm angenommen, Antivari-Virpazar hat 75 cm Spurweite und höchst ungünstige Betriebsverhältnisse. Hierzu wäre noch die wohl unüberwindliche Abneigung der Türkei gekommen, den Sandschak von einer Bahnlinie durchqueren zu lassen, die Montenegro mit Serbien verbindet.
Das zweite der hier zu besprechenden Bahnprojekte ist das serbische Projekt der Donau-Adria-Bahn (3). Seine Trasse nimmt ihren Ausgang von dem montenegrinischen Hafen Antivari, allenfalls von dem Küstenorte S. Giovanni di Medua unweit Alessio und benutzt nach Einbeziehung von Skutari wiederholt die Täler des Schwarzen und Weißen Drin, um über Djakova und Prizren nach Priština zu gelangen, woselbst die Mitrovica-Salonicher Linie der orientalischen Bahnen gekreuzt wird. Die Fortsetzung aus dem Amselfelde soll im Labtale aufwärts über den Sattel von Prepolatz (873 m Seehöhe) an der türkisch-serbischen Grenze bei Mrdare und sodann im Toplicatale abwärts über Kuršumlje und Prokuplje nach Nisch führen, also jener Trasse folgen, die schon in den Sechzigerjahren des vorigen Jahrhunderts der Konsul v. Hahn, nicht ohne Bedrohung seitens der dort angesiedelten Albaner, auf seiner die inneren Balkangebiete erschließenden Wagenreise von Belgrad nach Salonich als Alternative der seither zur Ausführung gelangten Bahntrasse über Leskovatz, Vranja, Kumanovo besichtigte und beschrieb. Die Bahnlänge von Antivari nach Nisch, dem Anschlusspunkte der serbischen normalspurigen Timoktalbahn über Knjazewatz und Zajcar nach Kladova an der Donau (gegenüber Turn-Severin), beträgt 380 km, wovon 278 km auf türkisches Gebiet entfallen.
Es liegt auf der Hand, dass eine derartige, für die Türkei wegen des langen Durchlaufs auf ihrem Gebiete mit namhaften finanziellen Opfern verbundene Linienführung, die Serbien eine zweite Operationslinie nach dem Amselfelde eröffnet, seitens der Pforte nicht hätte zugestanden werden können, ohne wichtige politische und militärische Interessen preiszugeben. Gleichwohl ist ungeachtet der anfangs ablehnenden Haltung der Pforte gegenüber diesem Plane, gegen den auch die Gesellschaft der orientalischen Bahnen ihre Konzessionsrechte protestierend ins Treffen führte, der in Rede stehende Plan mit einer allerdings weitgehenden Änderung der Linienführung im südlichen Teile ab Prizren in die Reihe jener geplanten Bahnlinien aufgenommen worden, deren Trassierung und nachfolgender Ausbau von der türkischen Regierung durch einen zu Konstantinopel am 30. Juli 1911 unterzeichneten Vertrag der französischen Bauunternehmung Regie generale des chemins de fer in Paris übertragen wurde.
Die nunmehr als nordalbanische bezeichnete Linie sollte nach der ursprünglichen Trasse der serbischen Donau-Adria-Bahn bei Mrdare an die zu erbauende serbische Toplicatalbahn anschließend über Priština nach Prizren führen, von hier jedoch statt westwärts über Djakova durch das Malissorengebiet in das Tal des Schwarzen Drin und durch dessen Schluchten zur adriatischen Küste gegen Alessio und Skutari zu streben, sich südwärts wenden und im Tale des Weißen Drin bis zu dessen Einmündung in den schwarzen Drin sowie längs dem Oberlaufe des letzteren Flusses ansteigend nach Dibra gelangen, von wo die Fortsetzung zur Küste im Mirditenlande nach der später bei Linie 5 beschriebenen Trasse durch das Bulčičgebirge und im Matjatal nach Alessio, S. Giovanni di Medua und Skutari geplant[393] war. Die Bahnlänge von Nisch bis zum nächsten Küstenpunkte vergrößert sich durch die geänderte Linienführung von 380 auf mindestens 430 km. Die neue Linie trat in ihrem mittleren Teile an die Stelle der vom türkischen Kriegsministerium vorgeschlagenen Trasse von Uesküb über Kalkandelen und sodann im obersten Vardartale aufwärts über Gostivar nach Dibra. Als Mittelpunkt des albanischen Bahnnetzes war dabei Monastir gedacht, welche Stadt – der türkische Hauptwaffenplatz in Albanien – mit Dibra über Ochrida verbunden werden sollte. Von Ochrida sollte sodann die südalbanische Linie ausgehen, die über Gorica und Janina die adriatische Küste bei Reschadie erreicht, für die Verkehrsrichtung Donau-Adria aber kaum weiter in Betracht kommt.
Von den Projekten der Donau-Adria-Bahn sind noch jene anzuführen, denen im Gegensätze zu den Projekten 2 und 3, die den einseitigen Bestrebungen Montenegros und Serbiens entsprungen sind und letztere auch in ihrer späteren Umformung nicht verleugnen, in erster Reihe der dabei anscheinend in den Hintergrund getretene Interessenstandpunkt des Ottomanischen Reiches zu gründe liegt.
Derselbe trat in dem älteren dieser Projekte, das auch in Italien seinerzeit warme Sympathien fand, in einer Verbindung auf, die zugleich den dortigen Absichten einer wirtschaftlichen Aufschließung Albaniens und Makedoniens vom Westen her Vorschub leistete. Die hiernach geplante Bahnlinie sollte von dem Italien nächstgelegenen, von Brindisi nur 50 Seemeilen entfernten, zugleich dem besten Hafen der albanischen Küste, Valona, annähernd parallel mit der altrömischen Via Egnatia, das Skumbital bei Adalit berührend, dann um den Ochrida- und Prespa-See herum nach Monastir führen und mit Berührung von Prilip in Uesküb einmünden, von wo die Verbindung mit Serbien über Mitrovica mittels der geplanten Sandschakbahn nach Uvac-Vardište und jene mit Bulgarien durch den Ausbau der längst geplanten Anschlussstrecke Kumanovo-Egri Palanka an die bulgarische Bahnlinie Sofia-Pernik-Radomir-Küstendil stattzufinden hatte. Die Baulänge dieser Bahnlinie, die als türkisch-bulgarische D. (4) bezeichnet werden kann, dürfte von Valona bis Uesküb mit etwa 350–360 km, jene der Fortsetzungslinie von Kumanovo zur türkisch-bulgarischen Grenze bei Egri Palanka mit etwa 80 km anzunehmen sein, so dass die Türkei rund 440 km, durchwegs auf ihrem eigenen Gebiete, zu bauen hatte. Die Bauschwierigkeiten werden namentlich in der 150 km langen Strecke von Adalit bis Monastir als kaum zu überwindende bezeichnet. Schon dieser Umstand, vielleicht auch die Erwägung, dass dem Eindringen des überseeischen westlichen Nachbars nach Albanien und Makedonien der Weg doch nicht allzu bequem gemacht werden dürfe, haben das türkisch-bulgarische Bahnprojekt in den Hintergrund treten lassen. Als das unter den gegebenen Verhältnissen aktuelle, wenn auch den Wünschen Serbiens und Montenegros minder entsprechende Bahnprojekt erschien bisher die neuere, von der Pforte eifrig verfolgte rein türkische D. (5). Sie ging von dem türkischen Küstenplatze San Giovanni di Medua aus, wo Hafenbauten geplant waren, und sollte über Alessio, dann im Matjatale bis auf 350 m Seehöhe aufsteigend, nach Tunnellierung des kleinen Bulcicgebirges durch ein Seitental des Schwarzen Drin Dibra erreichen. Die weitere Trassenführung war ursprünglich so gedacht, dass die Linie ab Dibra nordöstlich im Tale der Goulema, eines Nebenflusses des Schwarzen Drin, aufwärts ziehend, nach Durchbrechung der Wasserscheide mittels eines nur 2 km langen Tunnels in 900 m Seehöhe in das oberste Vardartal eintreten und diesem über Gostivar und durch das Tetovo-Polje bis Kalkandelen folgen sollte, von wo sie nach unschwieriger Übersetzung der Ausläufer der Suha gora in Uesküb den Anschluss an die Salonicher Hauptlinie finden würde. Die Bahnlänge hätte dann etwa 240 bis 250 km betragen. Der wichtige Waffenplatz Monastir wäre zunächst außer Verbindung geblieben, hätte eine solche aber künftig ohne besondere Schwierigkeit erlangen können, besaß sie übrigens bereits mit Salonich.
Als Anschluss der eben beschriebenen Bahnlinie gegen Bulgarien wurde später statt der bei Projekt 4 beschriebenen, etwa 75 km langen unschwierigen Verbindung über Kumanovo und Egri Palanka an die bulgarische Bahn Küstendil–Radomir–Pernik–Sofia eine Linie vorgeschlagen, die, von der Salonicher Hauptbahn bei Velese (südlich von Uesküb) abzweigend, im Bregatnicatale aufwärts über Istip und Kotschana nach Čarevo führt. Die Baulänge dieser Anschlusslinie auf türkischem Gebiete kann auf etwa 130 bis 150 km geschätzt werden. Sie durchzieht im Oberlaufe der Bregatnica schwach besiedeltes Gebirgsgelände, hat die Wasserscheide zum Strumatale zu überwinden und belastet Bulgarien mit dem Baue der um etwa 20 km längeren, schwierigeren Anschlusslinie Radomir-Dupnica-Čarevo sowie vermöge der sofort zu besprechenden Änderung der Linienführung[394] in Türkisch-Albanien mit einer sehr beträchtlichen Verlängerung für den Weg zur Adria. Ungeachtet dieser Nachteile wurde das Projekt der Bregatnicalinie wohl aus militärischen Gründen in den letzten Abmachungen der türkischen Regierung mit der Régie générale aufrechterhalten und in die Reihe der von dieser Unternehmung zu trassierenden und auszuführenden Bahnlinien aufgenommen. Weitgehende Änderungen brachte das fragliche Übereinkommen dagegen – wie früher erwähnt – für die Linienführung der Linie 5 ab Dibra, die nunmehr nicht über Gostivar und Kalkandelen nach Uesküb, sondern nordwestlich dem Schwarzen und Weißen Drin entlang über Prizren nach Pristina zum Anschluss an die serbische Toplicatalbahn bei Mrdare geführt und durch eine bei Dibra abzweigende Fortsetzungslinie über Ochrida mit Monastir verbunden werden sollte. Der Verkehr aus Bulgarien zur Adria würde mithin ab Radomir auf die gegenüber dem Bahnwege über Kumanowo-Uesküb-Kalkandelen-Dibra (360 km) um mindestens 150 km längere Umwegsroute über Čarevo-Istip-Prilip-Monastir-Ochrida-Dibra (510 km) verwiesen.
Es steht außer Zweifel, dass das oben als das neuere türkische bezeichnete Bahnprojekt 5 von den hier behandelten Projektslinien in technischer und bauökonomischer Hinsicht die günstigsten Aussichten geboten hätte. Seine Ausführung würde, wie es wohl naturgemäß wäre, den Interessen des hauptbeteiligten Staates – der Türkei – am besten gedient haben und auch den übrigen Interessenten, Montenegro im Falle des Ausbaues einer Anschlusslinie nach Skutari nicht ausgenommen, gewisse, ihnen ohne namhafte Geldopfer zufallende Vorteile bringen. Serbien, das sich gegen die Ausführung der Linie Uesküb-Kalkandelen-Dibra-Medua gesträubt zu haben scheint, würde im Falle ihrer Verwirklichung eine durchwegs normalspurige Bahnverbindung über Nisch, Leskovatz, Vranja, Uesküb, Kalkandelen, Dibra, Alessio nach dem Seehafen S. Giovanni di Medua erlangt haben, deren Gesamtlänge ab Stalatz allerdings gegen 500 km betragen dürfte. Statt dieser Linie sollte Serbien nach den letzten Abmachungen der Pforte die an seine erst noch zu erbauende Toplicatalbahn (80 km) anschließende Linie Mrdare–Priština–Prizren–Dibra–Bulčičgebirge–Matjatal–Alessio–Medua erhalten, deren Länge ab Stalatz auf etwa 470 km zu schätzen ist, die jedoch weit ungünstigere technische und Verkehrsverhältnisse aufweist. Immerhin hätte bei der Trassenänderung der türkisch-albanischen Bahnprojekte Serbien noch am besten abgeschnitten, wogegen die österreichisch-ungarische Monarchie infolge des Ausfalls der Sandschakbahn und Bulgarien durch den Umweg zum Meere am schlechtesten weggekommen wären. Die Türkei hätte jedenfalls den Löwenanteil der Bau- und Betriebslast schwieriger und unproduktiver Linien zu tragen bekommen. Die Wirren in Albanien hatten schon im Sommer 1912 zur Folge, dass die Abmachungen mit der Regie generale, insoweit sie die projektierten Bahnbauten in der europäischen Türkei betreffen, einvernehmlich aufgehoben wurden. Der Ausgang des Balkankrieges wird auch über das Schicksal der Donau-Adria-Bahn entscheiden.“

Literatur: Zeitung des Vereins Deutscher Eisenbahnverwaltungen, Nr. 65 und 67 aus 1908. – Österr. Rundschau vom 15. März 1911. Vedette – Beilage zum Fremdenblatt – vom gleichen Tage. – Handelsmuseum, Nr. 16, vom 20. April 1911. – Neues Wiener Tagblatt vom 31. Juli 1911.